# Viktor Avdjuško
Viktor Avdjuško (Mosca, 11 gennaio 1925 – Mosca, 19 novembre 1975) è stato un attore sovietico.

## Filmografia parziale

### Attore
- Tugoj uzel, regia di Michail Abramovič Švejcer (1956)
- Otcy i deti, regia di Adol'f Solomonovič Bergunker e Natal'ja Raševskaja (1958)
- Trudnoe sčast'e, regia di Aleksandr Borisovič Stoller (1958)
- Gde-to est' syn, regia di Artur Iosifovič Vojteckij (1962)

## Premi
- Artista onorato della RSFSR
- Artista popolare della RSFSR